# Narnia Krónikái: Caspian herceg
A Narnia Krónikái: Caspian Herceg (angolul: The Chronicles of Narnia: Prince Caspian) című film, Clive Staples Lewis azonos című regénye alapján készült 2008-ban.

## Történet
A négy Pevensie gyermek egy esztendő elteltével visszatér arra a helyre, amelyet szeretnek. Meglepődve tapasztalják, hogy Narniában ezerháromszáz év telt el azóta, hogy itt jártak. A birodalom aranykora véget ért, a világot most a telmarinok uralják.
A kegyetlen Miraz király Caspian herceg helyett a saját fiát akarja a trónra ültetni. A jogos trónörökös által vezetett lázadók szeretnék visszaállítani a rendet. Régi és új barátai oldalán Peter és testvérei is harcba szállnak, hogy visszaállítsák a birodalom régi fényét és dicsőségét.

## Szereplők
| Szerep                                        | Színész                   | Magyar hang         |
| --------------------------------------------- | ------------------------- | ------------------- |
| Lucy Pevensie                                 | Georgie Henley            | Ungvári Zsófi       |
| Edmund Pevensie                               | Skandar Keynes            | Jelinek Márk        |
| Peter Pevensie                                | William Moseley           | Czető Roland        |
| Susan Pevensie                                | Anna Popplewell           | Lamboni Anna        |
| Caspian herceg                                | Ben Barnes                | Moser Károly        |
| Aslan (hangja)                                | Liam Neeson               | Vass Gábor          |
| A Fehér Boszorkány                            | Tilda Swinton             | Básti Juli          |
| Miráz király                                  | Sergio Castellitto        | Kőszegi Ákos        |
| Gombavadász, a borz (hangja)                  | Ken Stott                 | Józsa Imre          |
| Pattertwig, a mókus (hangja)                  | Harry Gregson-Williams    |                     |
| Hős Czincz Vitéz, a kardforgató egér (hangja) | Eddie Izzard              | Viczián Ottó        |
| Peepiceek (hangja)                            | Sim Evan-Jones            |                     |
| Bulgy medve (hangja)                          | David Walliams            |                     |
| Trumpkin                                      | Peter Dinklage            | Király Attila       |
| Nikabrik                                      | Warwick Davis             | Kálloy Molnár Péter |
| Dr. Cornelius                                 | Vincent Grass             | Szabó Gyula         |
| Glozelle tábornok                             | Pierfrancesco Favino      | Szabó Győző         |
| Glenstorm                                     | Cornell John              | Kamarás Iván        |
| Lord Sopespian                                | Damián Alcázar            | Scherer Péter       |
| Prunaprismia királyné                         | Alicia Borrachero         | Agócs Judit         |
| Lord Scythley                                 | Simón Andreu              |                     |
| Lord Donnon                                   | Predrag Bjelac            |                     |
| Lord Gregoire                                 | David Bowles              |                     |
| Lord Montoya                                  | Juan Diego Montoya Garcia |                     |
| Telmari kikiáltó                              | Douglas Gresham           |                     |
| Pancser fiú                                   | Ash Jones                 | Molnár Levente      |
| Boszorka                                      | Klára Issová              |                     |
| Asterius                                      | Shane Rangi               | Bácskai János       |

## Stáblista
- Rendező: Andrew Adamson
- Forgatókönyvíró: Andrew Adamson és Christopher Markus
- Operatőr: Karl Walter Lindenlaub
- Jelmeztervező: Isis Mussenden
- Zene: Harry Gregson-Williams
- Vágó: Sim Evan-Jones

## Megjelenési dátumok
| Ország neve        | Megjelenés dátuma   |
| ------------------ | ------------------- |
| Magyarország       | 2008. június 18.    |
| Egyesült Államok   | 2008. május 16.     |
| Mexikó             | 2008. május 16.     |
| Japán              | 2008. május 21.     |
| Brazília           | 2008. május 30.     |
| Lengyelország      | 2008. május 30.     |
| Ausztrália         | 2008. június 5.     |
| Kína               | 2008. június 6.     |
| Franciaország      | 2008. június 16.    |
| Egyesült Királyság | 2008. június 26.    |
| Németország        | 2008. július 31.    |
| Szlovénia          | 2008. július 31.    |
| Olaszország        | 2008. augusztus 14. |
| Görögország        | 2008. augusztus 21. |

## Díjak és Jelölések
2 díj (BMI Film Music Award, Teen Choice Award) és 17 jelölés.

## DVD és Blu-ray
A film Nagy-Britanniában 2008. november 17-én, Észak-Amerikában pedig 2008. december 2-án jelent meg DVD-n és Blu-ray-en.
A filmet 2008. decemberében Magyarországon is kiadták DVD-re.